# Grisin de Deville
Drymophila devillei
Espèce
Répartition géographique
Statut de conservation UICN

 LC  : Préoccupation mineure
Le Grisin de Deville (Drymophila devillei) est une espèce de passereaux de la famille des Thamnophilidae.
Son nom est attribué au taxidermiste Émile Deville (1824-1853).
Cet oiseau est répandu à travers le sud de l'Amazonie et le piémont est des Andes sud-colombiennes et équatoriennes.